# Новоборівська сільська рада
Новоборівська сільська рада — колишній орган місцевого самоврядування у Старобільському районі Луганської області з адміністративним центром у с. Новоборове.

## Загальні відомості
Історична дата утворення: в 1938 році. Водоймища на території, підпорядкованій даній раді: річка Борова.

## Населені пункти
Сільській раді підпорядковані населені пункти:
- с. Новоборове

## Склад ради
Рада складається з 12 депутатів та голови.

### Керівний склад ради
| ПІБ                             | Основні відомості                                                         | Дата обрання | Дата звільнення |
| ------------------------------- | ------------------------------------------------------------------------- | ------------ | --------------- |
| Чванов Микола Олександрович     | Сільський голова, 1970 року народження, освіта, безпартійний              | 26.03.2006   | 31.10.2010      |
| Віноградова Катерина Миколаївна | Сільський голова, 1971 року народження, освіта вища, член Партії регіонів | 18.09.2011   |                 |

Примітка: таблиця складена за даними джерела